# Ґустав-Адольф Шур
Ґустав-Адольф Шур (нім. Täve Schur; нар. 23 лютого 1931) — німецький велогонщик.
Срібний призер Олімпійських Ігор 1960 року в роздільній командній гонці, бронзовий призер 1956 року в командній шосейній гонці.
Чемпіон світу з велоперегонів на шосе 1958 (аматорська групова шосейна гонка), 1959 (аматорська групова шосейна гонка), срібний призер 1960 року в аматорській груповій шосейній гонці.